# Arnaud Pouille
Pour les articles homonymes, voir Pouille (homonymie).
Arnaud Pouille, né le 10 août 1974 à Auchel (Pas-de-Calais), est un dirigeant sportif français. Il est directeur général du Racing Club de Lens de juin 2017 à juin 2024 puis président exécutif du Stade rennais depuis octobre 2024.

## Biographie

### Débuts professionnels
Arnaud Pouille est natif d'Auchel. En 1989 il étudie au Lycée Blaringhem à Béthune et par la suite au Lycée Janson-de-Sailly à Paris, et à l'Institution Saint-Jean de Douai. Après sa période de lycée, il continue de faire ses études à Paris dans une école de commerce management, l'ESSEC . 

### Rugby
Pendant 17 ans, il travaille dans le rugby, la régie publicitaire et l’institution. En 2000, il devient le directeur administratif et financier du Stade Français. En 2006, il rejoint le groupe Sportys. En 2010, Arnaud est nommé secrétaire général de la Ligue nationale de rugby. En 2015, Il fonde l’entreprise HFS spécialisée dans la gestion, la production et l'organisation d'événements sportifs.

### Racing Club de Lens

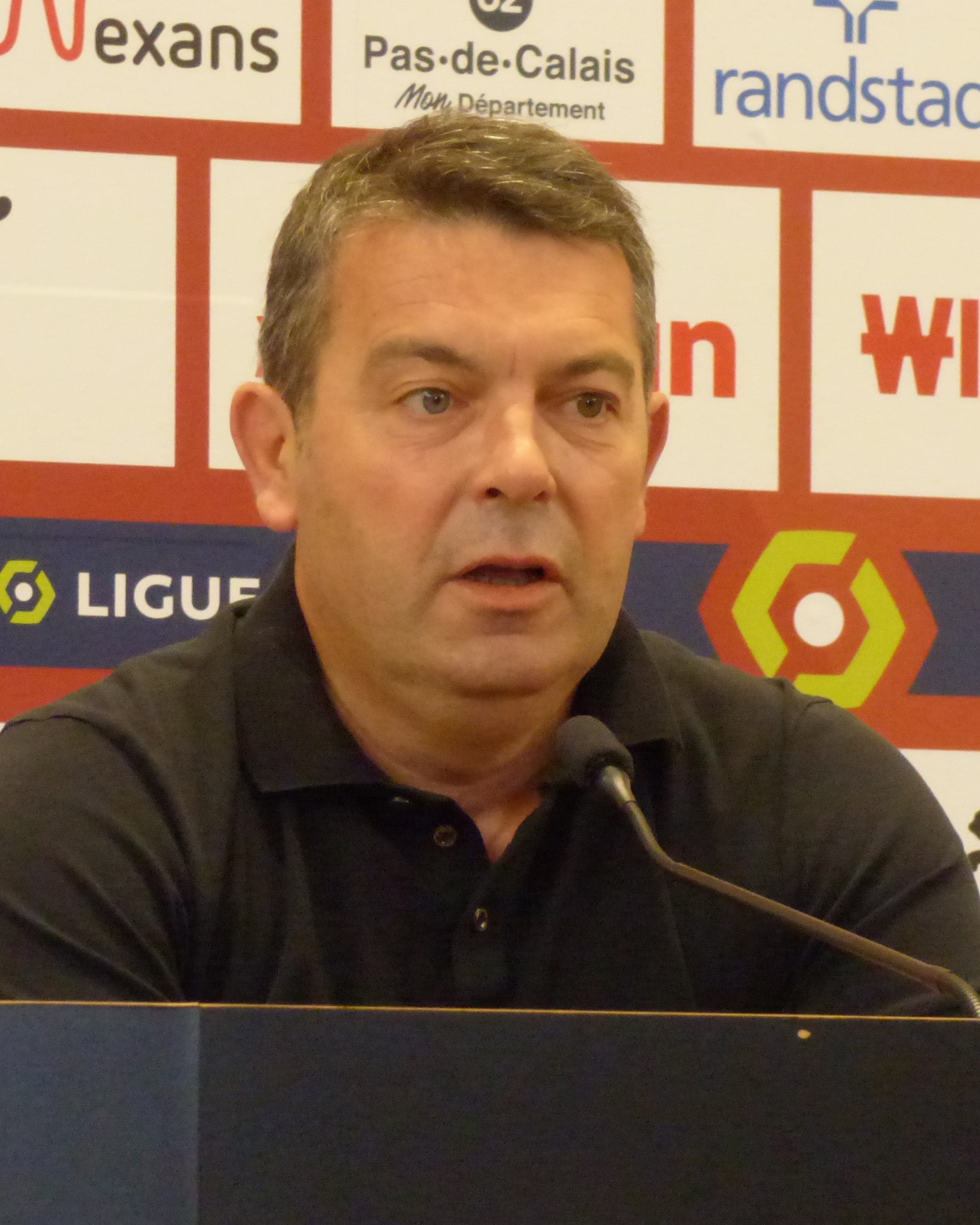
Arnaud Pouille lors de la conférence de presse du RC Lens le 3 juillet 2023 au Centre technique et sportif de La Gaillette à Avion.

Arnaud Pouille rejoint le Racing Club de Lens en mars 2017 en tant que directeur des affaires financières puis est nommé directeur général du club en juin 2017. En juin 2024, son départ est annoncé dans un communiqué après un conseil d'administration du club, pour « divergences de vision stratégique ». 

### Stade rennais FC
Le 4 octobre 2024, le Stade rennais annonce qu'il succède à Olivier Cloarec au poste de président exécutif.

## Vie privée
Il est marié et père de trois enfants. Il a joué au football à Auchel durant sa jeunesse. 